# Језгровиће
Језгровиће је насеље у Србији у општини Тутин у Рашком округу. Село је подељено на три дела: Добрељ, Дреновац и Раван. Данaс је село груписано поред магистралног пута Рибариће - Косовска Митровица, на левој обали језера Газиводе. До 1919. године село је било настањено искључиво муслиманима, али те године долази до насељавања Срба из околних села на беговску земљу. Према попису из 2022. било је 230 становника.

## Демографија
У насељу Језгровиће живи 163 пунолетна становника, а просечна старост становништва износи 31,3 година (30,8 код мушкараца и 31,9 код жена). У насељу има 50 домаћинстава, а просечан број чланова по домаћинству је 4,74.
Ово насеље је углавном насељено Бошњацима (према попису из 2002. године), а у последња три пописа, примећен је пораст у броју становника.
|  |

| Демографија | Демографија | Демографија |
| Година      | Становника  | Становника  |
| ----------- | ----------- | ----------- |
| 1948.       | 162         |             |
| 1953.       | 177         |             |
| 1961.       | 205         |             |
| 1971.       | 200         |             |
| 1981.       | 183         |             |
| 1991.       | 215         | 215         |
| 2002.       | 237         | 294         |

| Етнички састав према попису из 2002.‍ | Етнички састав према попису из 2002.‍ | Етнички састав према попису из 2002.‍ | Етнички састав према попису из 2002.‍ | Етнички састав према попису из 2002.‍ |
| ------------------------------------ | ------------------------------------ | ------------------------------------ | ------------------------------------ | ------------------------------------ |
|                                      |                                      |                                      |                                      |                                      |
| Бошњаци                              | Бошњаци                              |                                      | 213                                  | 89,87%                               |
| Срби                                 | Срби                                 |                                      | 17                                   | 7,17%                                |
| Муслимани                            | Муслимани                            |                                      | 5                                    | 2,10%                                |
| Албанци                              | Албанци                              |                                      | 1                                    | 0,42%                                |
| непознато                            | непознато                            |                                      | 1                                    | 0,42%                                |

| Година пописа     | 1948. | 1953. | 1961. | 1971. | 1981. | 1991. | 2002. |
| ----------------- | ----- | ----- | ----- | ----- | ----- | ----- | ----- |
| Број домаћинстава | 29    | 29    | 26    | 32    | 31    | 47    | 50    |

| Број чланова      | 1 | 2 | 3 | 4 | 5  | 6 | 7 | 8 | 9 | 10 и више | Просек |
| ----------------- | - | - | - | - | -- | - | - | - | - | --------- | ------ |
| Број домаћинстава | 1 | 5 | 7 | 8 | 17 | 3 | 7 | 1 | 0 | 1         | 4,74   |

| Пол    | Укупно | Неожењен/Неудата | Ожењен/Удата | Удовац/Удовица | Разведен/Разведена | Непознато |
| ------ | ------ | ---------------- | ------------ | -------------- | ------------------ | --------- |
| Мушки  | 94     | 34               | 57           | 2              | 1                  | 0         |
| Женски | 88     | 25               | 56           | 7              | 0                  | 0         |
| УКУПНО | 182    | 59               | 113          | 9              | 1                  | 0         |

| Пол    | Укупно                    | Пољопривреда, лов и шумарство | Рибарство                            | Вађење руде и камена | Прерађивачка индустрија       |
| ------ | ------------------------- | ----------------------------- | ------------------------------------ | -------------------- | ----------------------------- |
| Мушки  | 35                        | 9                             | 0                                    | 0                    | 2                             |
| Женски | 17                        | 11                            | 0                                    | 0                    | 0                             |
| УКУПНО | 52                        | 20                            | 0                                    | 0                    | 2                             |
| Пол    | Производња и снабдевање   | Грађевинарство                | Трговина                             | Хотели и ресторани   | Саобраћај, складиштење и везе |
| Мушки  | 2                         | 1                             | 5                                    | 3                    | 3                             |
| Женски | 0                         | 0                             | 1                                    | 0                    | 0                             |
| УКУПНО | 2                         | 1                             | 6                                    | 3                    | 3                             |
| Пол    | Финансијско посредовање   | Некретнине                    | Државна управа и одбрана             | Образовање           | Здравствени и социјални рад   |
| Мушки  | 0                         | 0                             | 0                                    | 1                    | 1                             |
| Женски | 0                         | 0                             | 0                                    | 1                    | 2                             |
| УКУПНО | 0                         | 0                             | 0                                    | 2                    | 3                             |
| Пол    | Остале услужне активности | Приватна домаћинства          | Екстериторијалне организације и тела | Непознато            | Непознато                     |
| Мушки  | 1                         | 0                             | 0                                    | 7                    | 7                             |
| Женски | 0                         | 0                             | 0                                    | 2                    | 2                             |
| УКУПНО | 1                         | 0                             | 0                                    | 9                    | 9                             |